# Sentiments (album Ewy Małas-Godlewskiej)
Sentiments – solowa płyta polskiej śpiewaczki operowej, Ewy Małas-Godlewskiej.  
Wydawnictwo ukazało się 1 stycznia 2006 r. nakładem Polskiego Radia. Płyta zawiera przeboje filmowe, musicalowe, standardy jazzowe oraz premierowe kompozycje autorstwa Adama Sztaby i Krzysztofa Herdzina, którzy byli jednocześnie producentami muzycznymi. W nagraniach artystce towarzyszyła Polska Orkiestra Radiowa.
Nagrania uzyskały status złotej płyty.
W 2010 r. ukazała się edycja specjalna albumu, uzupełniona o jedną piosenkę.

## Lista utworów
1. When I Fall In Love
2. Someday My Prince Will Come
3. I Feel Pretty (z musicalu West Side Story)
4. Somewhere (z musicalu West Side Story)
5. Memory (z musicalu Cats)
6. Scarborough Fair
7. I Finally Found Someone (duet z Piotrem Cugowskim)
8. Szafirowa Romanca
9. Crois Tu? (oryg. Rosemary's Baby)
10. J'envoie Valser
11. La Valse D'Amelie (z filmu Amelia)
12. Ekstaza
13. Super ekstaza / Super Ecstasy (edycja specjalna)